# Segeran Kidul
Segeran Kidul is een bestuurslaag in het regentschap Indramayu van de provincie West-Java, Indonesië. Segeran Kidul telt 8137 inwoners (volkstelling 2010).